# Cerchysiella perkinsi
Cerchysiella perkinsi är en stekelart som först beskrevs av Timberlake 1924.  Cerchysiella perkinsi ingår i släktet Cerchysiella och familjen sköldlussteklar. Inga underarter finns listade i Catalogue of Life.